# Omolicna rubrimarginata
Omolicna rubrimarginata är en insektsart som beskrevs av Ronald Gordon Fennah 1945. Omolicna rubrimarginata ingår i släktet Omolicna och familjen Derbidae. Inga underarter finns listade i Catalogue of Life.